# NGC 2747
NGC 2747 est une petite galaxie spirale située dans la constellation du Cancer à environ. NGC 2747 a été découverte par l'astronome allemand Albert Marth en 1865.

## Caractéristiques
Sa vitesse par rapport au fond diffus cosmologique est de 4 471 ± 20 km/s, ce qui correspond à une distance de Hubble de 66,0 ± 4,6 Mpc (∼215 millions d'al).
En raison d'une brillance de surface égale à 11,76 mas/am2, on peut qualifier NGC 2747 de galaxie présentant une brillance de surface élevée.